# Prairies canadiennes
Pour les articles homonymes, voir Prairie.

Les Prairies canadiennes

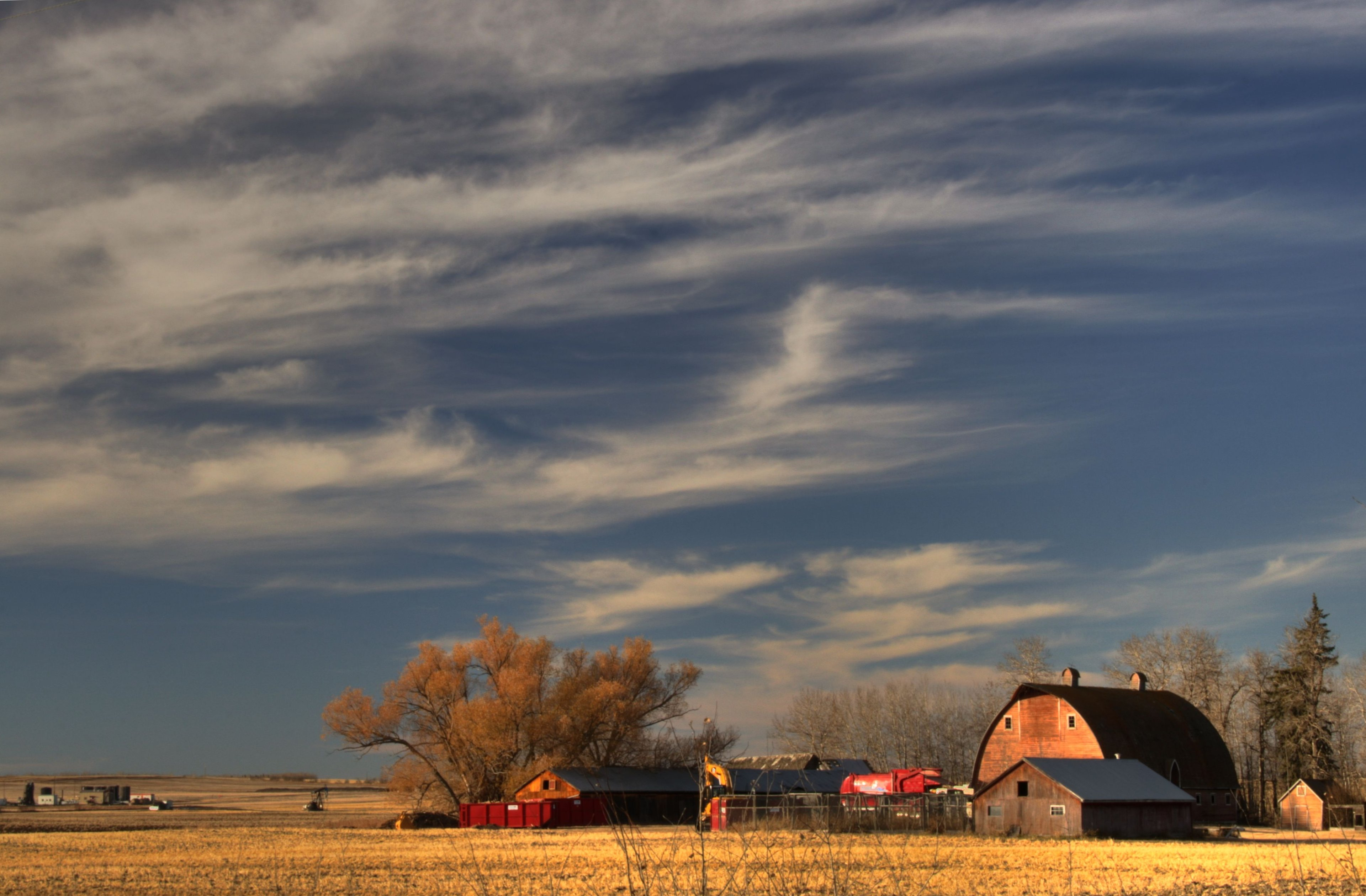
Une ferme près de Saint-Albert (Alberta)

Les Prairies canadiennes sont une grande région de terre sédimentaire plate et s'étendent dans l'Ouest canadien entre le Bouclier canadien, à l'est, et les montagnes Rocheuses, à l'ouest. Les Prairies canadiennes sont une des régions agricoles majeures dans le monde. Les deux activités les plus importantes sont la culture du blé, dans le sud des prairies, et l'élevage bovin, en Alberta.

## Géographie
Les Prairies canadiennes, la portion canadienne des Grandes Plaines, recouvrent une grande partie des provinces de l'Alberta, de la Saskatchewan et du Manitoba et sont parfois appelées collectivement l'ALSAMA (pour ALberta, SAskatchewan, MAnitoba), les provinces des Prairies ou simplement les Prairies. Elles ont une superficie de 1 960 681 km2 et avaient 5 406 908 habitants en 2006. Elles ont un climat de type continental sec et une densité de population de 2,76 hab/km2.
L'unité géographique provient du fait que ces trois provinces ont à peu près le même type géologique et une certaine unité culturelle.
Dans la prairie du Manitoba, on retrouve beaucoup de forêts de conifères. La prairie de la Saskatchewan et de l'Alberta était historiquement constituée de hautes herbes mais est maintenant largement couverte de cultures de blé au début du XXe siècle. Tout ce blé passait par la Commission canadienne du blé, créée en 1935, jusqu’à la fin de monopole, qui a été décidée fin 2011.

## XXe siècle

### La population
Avant le XXe siècle, les peuples des Premières Nations était les seuls à habiter sur ce territoire. Plusieurs nations comme les Pieds-Noirs, les Cris des Prairies, les Assiniboines et les Sarsis se partageaient le territoire. Pendant les années 1870, le gouvernement fédéral signe plusieurs traités avec les Premières Nations ett s'approprie leurs terres pour la colonisation du territoire et pour la construction d'un chemin de fer. Les peuples des Premières Nations sont donc placées dans des réserves.
Dans les années 1900, le nombre d'habitants s'élève à 808 863. Un peu moins de la moitié, soit 364 497 personnes, sont des immigrants provenant du Royaume-Uni, des États-Unis et de l'Europe, surtout de l'Est. L'arrivée d'un grand nombre d'immigrants est causée principalement par le manque de bonnes terres cultivables dans l'Ouest américain et en l'Europe, qui est surpeuplée.

### Culture
Les Doukhobors et les Mennonites ont quitté la région puisqu’ils ne voulaient ni restreindre leur culture ni la mélanger à la culture canadienne. Par contre, les Scandinaves, les Allemands et les Ukrainiens se sont, pour la plupart, regroupés dans des quartiers ou des villages afin de préserver leur culture.

### Économie

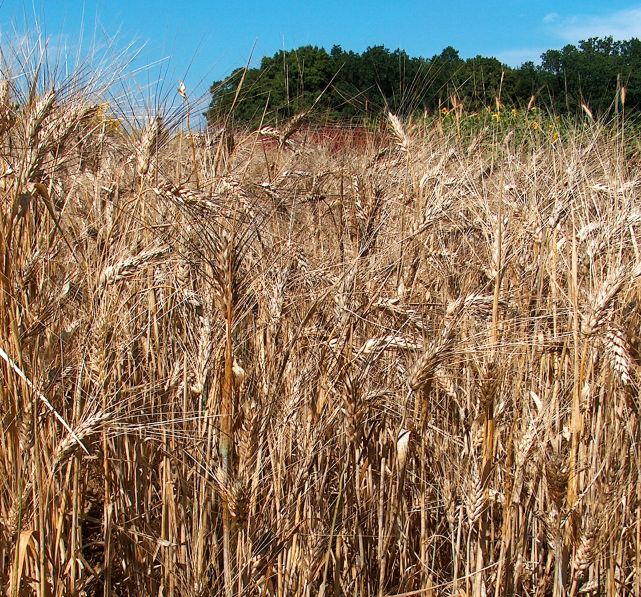
Illustration de blé

Lors de l’industrialisation, le chemin de fer canadien a été construit pour faciliter le peuplement de l’Ouest canadien et pour «amener le charbon des mines Albion jusqu'au quai de chargement de Dunbar Point». Le seul port commercial maritime offrant un accès saisonnier depuis 1931 est le port de Churchill (Manitoba), dans la baie d'Hudson (océan Arctique). En 2016, l'Alberta se classe en première position au Canada dans l'exportation de bovins.

### Richesses naturelles
Les Prairies canadiennes sont considérées comme étant l'une des plus grandes zones de culture de céréale, principalement de blé, au monde. Le climat est très chaud en été et très froid en hiver, ce qui rend plus courte la saison agricole, et les faibles précipitations dans certaines zones de la région sont problématiques pour l'agriculture.
Outre cette richesse, les mines de la région, principalement en Alberta, sont riches en charbon, en gaz naturel et en pétrole. Le charbon est important pour les chemins de fer. Au fil des années, les Prairies canadiennes sont devenues d'importants extracteurs de pétrole et de gaz naturel.

### Problèmes contemporains
À cause de la déforestation des terres, le sol ne peut plus absorber l'eau, ce qui entraîne des inondations. La déforestation rend aussi le sol très fin et cause son érosion sous l'effet du vent. De plus, ce milieu est à risque puisqu'il a un faible niveau de précipitations. et le réchauffement climatique ne fait qu'empirer les sécheresses. La sécheresse des prairies est devenue une véritable catastrophe naturelle ayant de grandes répercussions sur les agriculteurs et la population. Elle a même engendré de grosses pertes de revenus économiques. L'érosion fait disparaître une partie des éléments nutritifs qui sont essentiels à la croissance des plantes.[réf. nécessaire]